# Chusquea wilkesii
Chusquea wilkesii là một loài thực vật có hoa trong họ Hòa thảo. Loài này được Munro mô tả khoa học đầu tiên năm 1868.